# Olympische Sommerspiele 2008/Badminton
Bei den Olympischen Sommerspielen 2008 in der chinesischen Hauptstadt Peking wurden fünf Wettbewerbe im Badminton ausgetragen.
Jedes Nationale Olympische Komitee konnte bis zu drei Spieler, beziehungsweise Doppelpaarungen einsetzen. Für die Einzelwettbewerbe waren jeweils 38 Spieler qualifiziert, in den Doppelwettbewerben jeweils 16 Paare.
Ein NOK bekam drei Plätze, falls alle drei Spieler unter den Top 4 der BWF-Weltrangliste platziert waren, zwei falls zwei unter den Top 16 waren und sonst je einen Platz, bis die 38 resp. 16 Plätze aufgefüllt waren, zudem bekam jeder Kontinentalverband einen Startplatz pro Disziplin auf sicher. Eine Wildcard bei den Herreneinzel und eine bei den Dameneinzel standen dem Internationalen Olympischen Komitee zur „freien“ Verfügung. Somit haben also 86 Männer und 86 Frauen, also insgesamt 172 Athleten, an den Badmintonwettbewerben teilgenommen. Tatsächlich waren es allerdings 89 Männer und 95 Frauen, in Summe also 184, allerdings waren einige Mehrfachstarter dabei. Hauptkriterium zur Qualifikation war die Weltrangliste der Badminton World Federation vom 1. Mai 2008.
Bei diesem Turnier entsandten 50 NOK Athleten, gegenüber 33 bei den Spielen 2004 in Athen.

## Zeitplan
| Herreneinzel | Herreneinzel | Herreneinzel |  | 1/32-Finale | 1/32-Finale  | 1/16-Finale   | Achtelfinale |               | Viertelfinale | Halbfinale    | Bronze        | Finale        |  |
| Dameneinzel  | Dameneinzel  | Dameneinzel  |  | 1/32-Finale | 1/16-Finale  | Achtelfinale  |              | Viertelfinale |               | Halbfinale    | Bronze/Finale |               |  |
| Herrendoppel | Herrendoppel | Herrendoppel |  |             |              |               | Achtelfinale | Viertelfinale | Viertelfinale | Halbfinale    | Bronze/Finale |               |  |
| Damendoppel  | Damendoppel  | Damendoppel  |  |             | Achtelfinale | Viertelfinale |              | Halbfinale    |               | Bronze/Finale |               |               |  |
| Mixeddoppel  | Mixeddoppel  | Mixeddoppel  |  |             |              |               | Achtelfinale |               | Viertelfinale |               | Halbfinale    | Bronze/Finale |  |

|  | Wettkampftage |  | Finaltage |

## Platzierungen

### Männer

#### Einzel

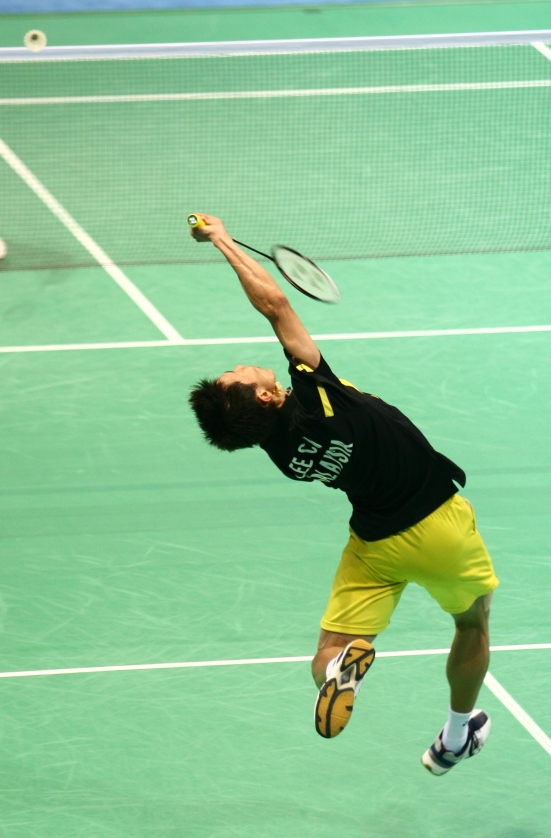
Der Silbermedaillengewinner Lee Chong Wei während des Halbfinals

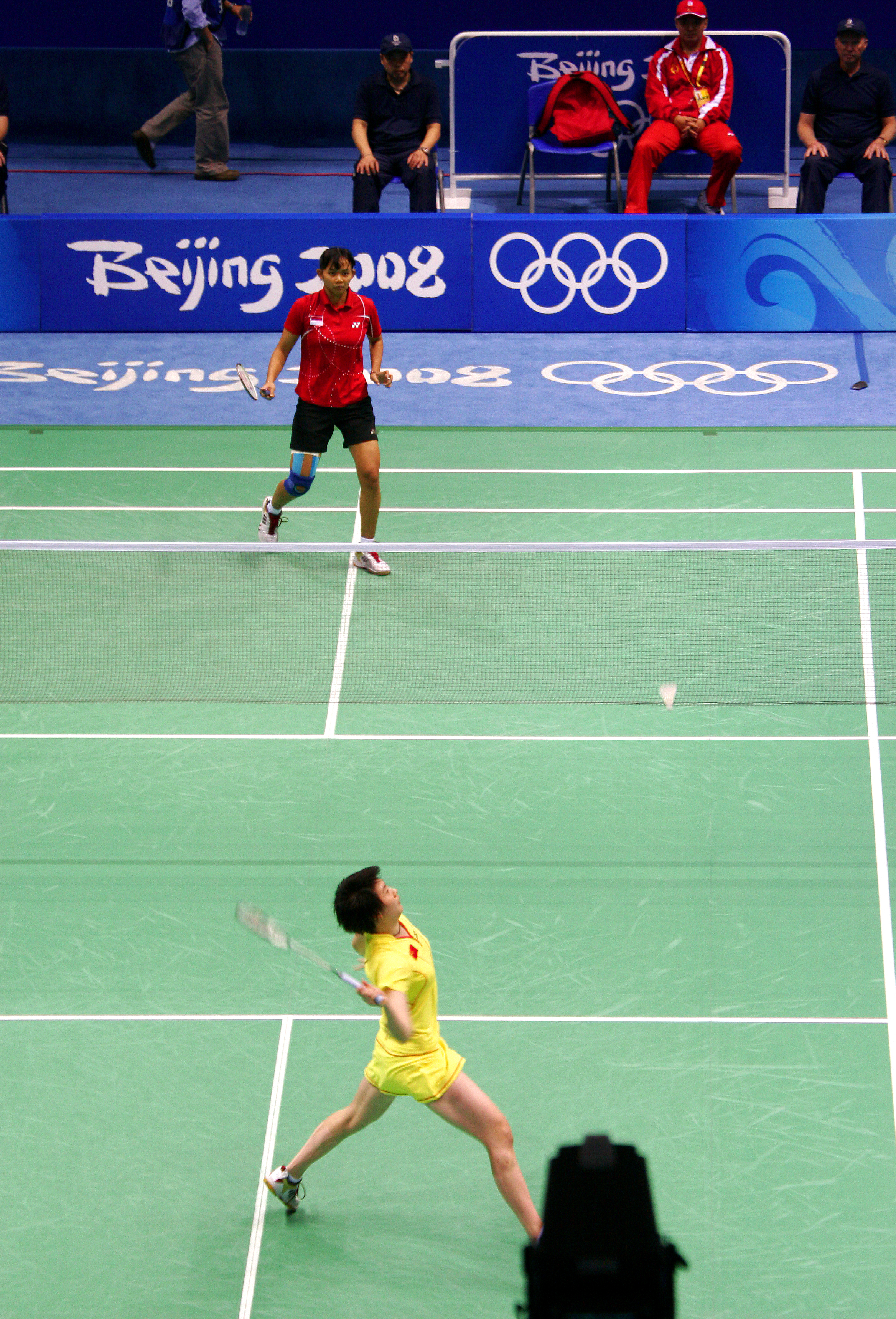
Szene aus dem Spiel um Platz 3 zwischen Maria Kristin Yulianti (hinten) und Lu Lan

| Platz | Land                | Sportler         |
| ----- | ------------------- | ---------------- |
| 1     | Volksrepublik China | Lin Dan          |
| 2     | Malaysia            | Lee Chong Wei    |
| 3     | Volksrepublik China | Chen Jin         |
| 4     | Südkorea            | Lee Hyun-il      |
| 5     | Dänemark            | Peter Gade       |
| 5     | Indonesien          | Sony Dwi Kuncoro |
| 5     | Volksrepublik China | Bao Chunlai      |
| 5     | Chinesisch Taipeh   | Hsieh Yu-hsing   |

#### Doppel
| Platz | Land                | Sportler                        |
| ----- | ------------------- | ------------------------------- |
| 1     | Indonesien          | Markis Kido Hendra Setiawan     |
| 2     | Volksrepublik China | Cai Yun Fu Haifeng              |
| 3     | Südkorea            | Lee Jae-jin Hwang Ji-man        |
| 4     | Dänemark            | Lars Paaske Jonas Rasmussen     |
| 5     | Malaysia            | Koo Kien Keat Tan Boon Heong    |
| 5     | Vereinigte Staaten  | Howard Bach Khankham Malaythong |
| 5     | Polen               | Michał Łogosz Robert Mateusiak  |
| 5     | Japan               | Tadashi Ohtsuka Keita Masuda    |

### Frauen

#### Einzel
| Platz | Land                | Sportler               |
| ----- | ------------------- | ---------------------- |
| 1     | Volksrepublik China | Zhang Ning             |
| 2     | Volksrepublik China | Xie Xingfang           |
| 3     | Indonesien          | Maria Kristin Yulianti |
| 4     | Volksrepublik China | Lu Lan                 |
| 5     | Deutschland         | Xu Huaiwen             |
| 5     | Frankreich          | Pi Hongyan             |
| 5     | Malaysia            | Wong Mew Choo          |
| 5     | Indien              | Saina Nehwal           |

#### Doppel
| Platz | Land                | Sportler                      |
| ----- | ------------------- | ----------------------------- |
| 1     | Volksrepublik China | Du Jing Yu Yang               |
| 2     | Südkorea            | Lee Kyung-won Lee Hyo-jung    |
| 3     | Volksrepublik China | Zhang Yawen Wei Yili          |
| 4     | Japan               | Miyuki Maeda Satoko Suetsuna  |
| 5     | Chinesisch Taipeh   | Chien Yu-chin Cheng Wen-hsing |
| 5     | Singapur            | Jiang Yanmei Li Yujia         |
| 5     | Volksrepublik China | Yang Wei Zhang Jiewen         |
| 5     | Japan               | Kumiko Ogura Reiko Shiota     |

### Mixed

#### Doppel
| Platz | Land                   | Sportler                                |
| ----- | ---------------------- | --------------------------------------- |
| 1     | Südkorea               | Lee Hyo-jung Lee Yong-dae               |
| 2     | Indonesien             | Liliyana Natsir Nova Widianto           |
| 3     | Volksrepublik China    | He Hanbin Yu Yang                       |
| 4     | Indonesien             | Flandy Limpele Vita Marissa             |
| 5     | Thailand               | Sudket Prapakamol Saralee Thungthongkam |
| 5     | Dänemark               | Thomas Laybourn Kamilla Rytter Juhl     |
| 5     | Polen                  | Robert Mateusiak Nadieżda Kostiuczyk    |
| 5     | Vereinigtes Königreich | Nathan Robertson Gail Emms              |

## Medaillenspiegel Badminton
| Medaillenspiegel Badminton | Medaillenspiegel Badminton | Medaillenspiegel Badminton | Medaillenspiegel Badminton | Medaillenspiegel Badminton | Medaillenspiegel Badminton |
| Platz                      | Land                       | G                          | S                          | B                          | Gesamt                     |
| -------------------------- | -------------------------- | -------------------------- | -------------------------- | -------------------------- | -------------------------- |
| 1                          | China                      | 3                          | 2                          | 3                          | 8                          |
| 2                          | Südkorea                   | 1                          | 1                          | 1                          | 3                          |
| 2                          | Indonesien                 | 1                          | 1                          | 1                          | 3                          |
| 4                          | Malaysia                   | –                          | 1                          | –                          | 1                          |